# ميلدريد فيزيل
ميلدريد فيزيل (12 يونيو 1915 – 11 نوفمبر 1993) كانت رياضية كندية تتنافس بشكل أساسي في سباق 100 متر.
ولدت في تورونتو ، أونتاريو ، وتنافست لصالح كندا في دورة الألعاب الأولمبية الصيفية لعام 1932 التي أقيمت في لوس أنجلوس بالولايات المتحدة في مسافة 4 × 100 متر حيث فازت بالميدالية الفضية مع زميلاتها ليليان بالمر وماري فرايزيل وهيلدا سترايك . قاد والد ميلدرد الفريق بالسيارة إلى الألعاب في لوس أنجلوس.
اعتقد الفريق أنه تعادل مع فريق من الولايات المتحدة. ومع ذلك ، مع عدم وجود معدات حديثة لتحديد التعادل ، حصل فريق الولايات المتحدة على الفوز. في العديد من دفاتر السجلات ، يتم إدراج الفريقين في نفس الأوقات.
تشتهر ميلدريد فيزل بانطلاقتها السريعة، وتم إرسالها إلى دورة الألعاب الأولمبية لعام 1932 في سباق التتابع 4 × 100 متر فقط. كانت ستتنافس في ألعاب 1936 في كل من التتابع وسباق 100 متر. ومع ذلك ، قبل ألعاب الإمبراطورية البريطانية لعام 1934 (المعروفة الآن باسم ألعاب الكومنولث) ، تمزقت عضلة لديها بعد وصولها إلى لندن ولم تتمكن من المشاركة. لم تتعاف تمامًا من هذه الإصابة وتم إجبارها على التقاعد من ألعاب القوى بعد ذلك بوقت قصير.
تزوجت لاحقا من ألفريد ووكر ولديها 3 بنات و 10 أحفاد. توفيت في تورونتو ، أونتاريو.

## وصلات خارجية
- ميلدريد فيزيل على موقع اللجنة الأولمبية الدولية (الإنجليزية)
- ميلدريد فيزيل على موقع أوليمبيديا (الإنجليزية)